# Kate Douglass
Katherine Cadwallader „Kate“ Douglass (* 17. November 2001 in New York City) ist eine US-amerikanische Schwimmerin.

## Karriere
Kate Douglass stammt aus Pelham.
Bei den Jugend-Schwimmweltmeisterschaften in Indianapolis 2017 gewann sie mit der 4-mal-100-Meter-Freistilstaffel Silber.
Douglass nahm an den Olympischen Jugend-Sommerspielen 2018 in Buenos Aires teil. Dort erreichte sie über 200 Meter Lagen den sechsten Platz, sowie mit der 4-mal-100-Meter-Freistilstaffel und der 4-mal-100-Meter-Lagenstaffel der Mädchen und mit der 4-mal-100-Meter-Mixedstaffel den jeweils fünften Platz.
Bei den 2021 ausgetragenen Olympischen Spielen 2020 in Tokio gewann sie über 200 Meter Lagen die Bronzemedaille. Bei den ebenfalls von 2020 auf 2021 verschobenen Kurzbahnweltmeisterschaften gewann sie fünf Medaillen, je zwei Gold- und zwei Silbermedaillen in der Staffel und eine Bronzemedaille im Einzelwettbewerb. Bei den Silbergewinnen der Staffel war sie nur in den Vorläufen im Einsatz, jedoch bekommt jeder Staffelteilnehmer eine Medaille.
Für die Weltmeisterschaften 2022 in Budapest qualifizierte sie sich über die 200 Meter Brust und gewann dort ebenso die Bronzemedaille wie über die 4-mal-100-Meter-Frauenstaffel. Beim Bronzemedaillengewinn der USA bei der 4-mal-100-Meter-Mixedstaffel startete sie im Vorlauf und gewann somit ebenfalls eine Bronzemedaille.
Bei den Kurzbahnweltmeisterschaften 2022 in Melbourne gewann sie mit Gold über 200 Meter Lagen ihren ersten Einzeltitel bei einer globalen Meisterschaft in
Amerika-Rekord von 2:02,12, der zweitschnellsten jemals geschwommenen Zeit über diese Distanz nach 2:01.86 von Katinka Hosszú bei ihrem Titelgewinn im Jahr 2014 in Doha. Ihren zweiten Einzeltitel holte sie ebenfalls bei dieser Veranstaltung über 200 Meter Brust mit neuem Meisterschaftsrekord. Zudem gewann sie noch mit der Frauenstaffel über 4 mal 100 Meter, ebenfalls mit Amerika-Rekord, Silber hinter der Weltrekordstaffel aus Australien, sowie mit der 4-mal-50-Meter-Mixedstaffel Gold mit neuem Weltrekord. Weiterhin gewann sie Gold in Meisterschafts- und Amerika-Rekordzeit mit der 4-mal-50-Meter-Freistilstaffel, sowie Silber mit der 4-mal-50-Meter-Lagenstaffel. Schließlich gewann sie mit der 4-mal-100-Meter-Lagenstaffel Gold mit Weltrekordzeit.